# Hieracium lackschewitzii
Hieracium lackschewitzii es una especie de planta con flor del género Hieracium, de la familia Asteraceae, orden Asterales.

## Distribución
Hieracium lackschewitzii se distribuye por Estonia.

## Taxonomía
Fue descrita científicamente por (Dahlst.) Üksip.
Tratamiento taxonómico
La especie aparece registrada en una sección de la publicación Kom., Fl. SSSR.